# 林田麻里
林田 麻里（はやしだ まり、1978年12月29日 - ）は、日本の女優。
福岡県大牟田市出身。九州大谷短期大学表現学科演劇放送フィールド卒業。所属事務所はラッキーリバー。
2013年、紀伊國屋演劇賞を受賞。

## 出演

### 映画
- 殺し屋1（2001年）
- 鏡の女たち（2002年）
- 黄昏流星群 同窓会星団（2002年） - 看護婦 役
- ドッジGO!GO!（2002年）
- 海は見ていた（2002年）
- チキン・ハート（2002年） - 中山 役
- Dolls（2002年）
- 座頭市（2003年） - 女郎 役
- ユビワの環（2003年）
- 話は夜が明けるまで（2004年） - 工藤奈保子 役
- 誰も知らない（2004年） - 声の出演
- スウィングガールズ（2004年） - 公園前の奥さん 役
- メールで届いた物語「mail」（2005年） - 看護婦 役
- ロス:タイム:ライフ2（2005年） - 声の出演
- 着信アリ2（2005年）
- TAKESHIS'（2005年）
- ひだるか（2005年） - さゆり 役
- ルート225（2006年）
- BLACK NIGHT 第二夜 闇（2006年） - みどり 役
- デスノート（2006年） - 女子アナウンサー 役
- ラブ★コン（2006年） - マリリン 役
- バックダンサーズ!（2006年） - レコード会社スタッフ 役
- ストロベリーショートケイクス（2006年） - 靴屋の店員 役
- それでもボクはやってない（2007年） - チカンされるOL 役
- エクステ（2007年） - 鈴木ユリカ 役
- 歌謡曲だよ、人生は「これが青春だ」（2007年） - エアギタリスト 役
- パッチギ! LOVE&PEACE（2007年）
- 監督・ばんざい!（2007年） - ウェイトレス 役
- GROW 愚郎（2007年） - 体育教師 役
- グミ・チョコレート・パイン（2007年） - コスプレパブの女役
- Sweet Rain 死神の精度（2008年） - 声の出演
- おくりびと（2008年） - 奥山家のキスする娘 役
- アキレスと亀（2008年） - ウェイトレス・美江 役
- ハッピーフライト（2008年） - 横井正子 役
- ハッピーフライト サイドストーリー「歯医者発 しあわせ便」（2008年） - 横井正子 役
- そうなんだ（2009年） - 紀子 役
- 20世紀少年 最終章「ぼくらの旗」（2009年） - キリコの助手 役
- 空気人形（2009年）
- 踊る大捜査線 THE MOVIE3 ヤツらを解放せよ!（2010年） - 記者 役
- はやぶさ/HAYABUSA（2011年） - 大林昭子 役
- ロボジー（2012年） - 声の出演
- ムンクの叫び（2012年） - 赤沼依子 役
- 桜並木の満開の下に（2012年） - 朋子 役
- 妖怪人間ベム（2012年）
- いたいのいたいのとんでいけ（2013年）
- カルト（2013年） - 谷口陽子 役
- R100（2013年） - 記録 役
- オシャレ番外地（2014年）
- 小川町セレナーデ（2014年） - 前田加代子 役
- シャンティ デイズ 365日、幸せな呼吸（2014年） - アパレルブランドのスタッフ 役
- 白鳥が笑う（2015年） - しょうちゃんの母 役
- ××× KISS KISS KISS「儀式」（2015年） - 真実子 役
- 天空の蜂（2015年） - 前田律子 役
- ドラムマンz バチがもたらす予期せぬ出来事（2015年） - 彼女 役
- 本牧アンダーグラウンド（2016年） - ユキ 役
- 敏感に喜ぶ（2016年）
- LOCO DD 日本全国どこでもアイドル（2017年） - WIB 役
- ポンチョに夜明けの風はらませて（2017年） - サリィ 役
- わるふざけ（2018年） - 海野美沙 役
- ガチ星（2018年） - 濱島弥生 役
- 純平、考え直せ（2018年） - 千晴 役
- 人魚の眠る家（2018年） - 松本敬子
- かぞくいろ RAILWAYS わたしたちの出発（2018年） - 節夫の妻 役
- トラさん〜僕が猫になったワケ〜（2019年） - 女教師 役
- LAPSE〜SIN〜（2019年） - 高山 役
- いのちスケッチ（2019年） - 松尾優香織 役
- OUT ZONE（2020年） - 青山遥　役
- ある役者達の風景（2022年）
- 向田理髪店（2022年）
- アーバンクロウ（2023年） - 中村恵子 役
- 僕らの千年と君が死ぬまでの30日間（2023年） - 西條千鶴 役
- 愛のゆくえ（2024年） - 伊藤夏実 役[5]
- 此処だけの話（2024年） - かなえ 役
- ナマズのいた夏（2025年2月8日、中川究矢監督、Power Arts Production）[6]
- Page30（2025年） - 主演・宇賀遥 役（唐田えりか、広山詩葉、MAAKIIIとクワトロ主演）[7]
- オオムタアツシの青春（2025年公開予定） - 古賀沙緒里 役[8]

### 映像特典
- ウォーターボーイズ サイドストーリー「太田HOLE」（2002年3月21日、映画版『ウォーターボーイズ』DVD特典映像） - ノーズクリップの女 役
- スウィングガールズ サイドストーリー「デッド・オア・デリバリー」（2005年3月25日、『スウィングガールズ』DVDスペシャル・エディション特典映像） - 弁当屋の奥さん 役

### テレビドラマ
- ルージュ 第4話・第6話（2001年、NHK）
- はみだし刑事情熱系 PART6（2001年、テレビ朝日）
- 女刑事ふたり 眠れる殺意（2002年、テレビ朝日）
- 天才柳沢教授の生活 第3話（2002年、フジテレビ）
- スカイハイ 第7話（2003年、テレビ朝日）
- 世にも奇妙な物語 春の特別編「美女缶」（2005年、フジテレビ） - HOWtoビデオ女性ナレーター
- 牙狼-GARO-（2005年、テレビ東京）
- イヌゴエ 第1話（2006年、独立局ほか）
- 怪奇大作戦 セカンドファイル 第1話（2007年、NHK）
- ガリレオ 第1話（2007年、フジテレビ）
- ロス:タイム:ライフ（2008年、フジテレビ）
- Go Ape（2009年、WOWOW）
- 任侠ヘルパー 第1話（2009年、フジテレビ）
- 豆腐姉妹（2010年、WOWOW）
- 相棒
  - season9 第8話「ボーダーライン」（2010年12月15日、テレビ朝日） - 木下絵利香 役
  - season14 第17話「物理学者と猫」（2016年2月24日、テレビ朝日） - 山嵜麻美 役
  - season23（2025年） - 中澤良子 役
- NHK正月時代劇 隠密秘帖（2011年1月1日、NHK）
- 土曜時代劇 隠密八百八町 最終話「敵討ち」（2011年3月26日、NHK） - お富 役
- 鈴木先生 第2話（2011年5月2日、テレビ東京）
- 贖罪 第3話（2012年1月22日、WOWOW）
- 明日、ママがいない 第4話（2014年2月5日、日本テレビ） - 酒井祥子 役
- アイアングランマ（2015年、NHK BSプレミアム） - 高梨さつき 役
- 怪奇恋愛作戦 第7話（2015年2月21日、テレビ東京） - マリエ 役
- エイジハラスメント 第3話（2015年7月23日、テレビ朝日）
- Halo Halo House〜ホセのニッポン・ダイアリー（2016年、フィリピンの People's Television Network と愛知県一宮市のアイ・シー・シーで放送[9]）
- フラジャイル 第6話（2016年2月17日、フジテレビ）
- ドラマW この街の命に（2016年4月2日、WOWOW）
- とと姉ちゃん（2016年、NHK）
- ガチ★星（2016年、テレビ西日本） - 濱島弥生 役
- ひぐらしのなく頃に 第1話・第2話（2016年5月20日・5月27日、BSスカパー!）
- 刑事7人 第2シリーズ 第4話（2016年8月3日、テレビ朝日） - 森川直子 役
- イマジカBS開局20周年記念ドラマ ひと夏の隣人（2016年11月4日、イマジカBS） - 堤 役
- A LIFE〜愛しき人〜 第2話（2017年1月22日、TBS）
- ボク、運命の人です。 第10話（2017年6月17日、日本テレビ）
- アイアングランマ2（2018年、NHK BSプレミアム） - 高梨さつき 役
- 不発弾 〜ブラックマネーを操る男〜（2018年、WOWOW）
- 江戸前の旬 season1（2018年、BSテレ東） - 柳葉君江 役
- グランメゾン東京（2019年、TBS）
- 江戸前の旬 season2（2019年、BSテレ東） - 柳葉君江 役
- 夫のちんぽが入らない（2019年） - 江川の妻 役
- ワカコ酒 season5８話（2020年） - れんこんの店の店員 役
- 特捜9 season3第5話（2020年） - 沙織の同僚 役
- おかしな刑事25（2020年） - 三枝綾見 役
- 最高のオバハン 第3話（2021年） - 麗子先生 役
- 警視庁捜査一課長 season5第2話（2021年） - 中谷冴子 役
- ライオンのおやつ（2021年） - シマと舞の母 役
- スナック キズツキ（2021年） - 野口麻美 役
- 初恋、ざらり（2023年） - 面接官 役
- イップス（2024年） - スタイリスト 役
- パラレル夫婦 死んだ"僕と妻"の真実 第5話 - 第11話（2025年4月29日 - 6月10日） - ナレーション[10]

### ラジオドラマ
- FMシアター「ホワイトダスト」（2016年、NHK-FM） - 芹澤藍 役[11]

### ネット配信ドラマ
- さよなら、キノコ（2012年、テレ朝動画） - 林子の母 役
- 夏休みなんかいらない（2014年、VAPオリジナルチャンネル） - 母 役
- ネスレシアター on YouTube「そちらの空は、どんな空ですか？」（2015年、ネスレ日本） - 先生 役
- フジコ（2015年、Hulu）
- 孤独のグルメ〜美味しいけどホロ苦い…井之頭五郎の災難〜「食の流儀編」（2022年3月31日、Paravi/4月1日、ひかりTV） - パン屋店主 杉山 役
- EVOL（2024年） - オカ 役

### 舞台
- 双数姉妹「NAKED-i 〜ハダカノオレサマ〜」（2002年）
- KERA・MAP「青十字〜アナザーバージョン〜」（2003年）
- シアターコクーン・オンレパートリー「カメレオンズ・リップ」（2004年）
- イムズパフォーミングアーツシリーズ06 VOL.4「全ての犬は天国へ行く」（2006年）
- あひるなんちゃら「未来ルルルルルルル」（2007年）
- 猫☆魂「プラチナ」（2009年）
- 福岡市文化芸術振興財団「なにもしない冬」（2009年）
- TRASHMASTERS「convention hazard 〜奇行遊戯〜」（2010年）
- RONNIE ROCKET「女ともだちのそうしき」（2010年）
- TRASHMASTERS「背水の孤島」（2011年）
- 「約三十の嘘」（2011年）
- TRASHMASTERS「狂おしき怠惰」（2012年）
- TRASHMASTERS「背水の孤島」（2012年）
- 熱帯「今、逃げる」（2012年）
- トム・プロジェクトプロデュース「熱風」（2013年）
- TRASHMASTERS「来訪者」（2013年）
- TRASHMASTERS「極東の地、西の果て」（2013年）
- TRASHMASTERS「虚像の礎」（2014年）
- トム・プロジェクト「エル・スール」（2014年）[3]
- TRASHMASTERS「儚みのしつらえ」（2014年）
- 「めんたいぴりり 博多座版」（2015年）
- トム・プロジェクト「スィートホーム」（2015年）
- 「残花 -1945さくら隊 園井恵子-」（2016年）
- TRASHMASTERS「たわけ者の血潮」（2017年）
- 「素晴らしい一日 2017」（2017年）
- 朗読劇「少年口伝隊一九四五」（2017年、演出：保坂延彦[12][13]）
- 風琴工房「アンネの日」（2017年）
- 風琴工房「ちゅらと修羅」（2017年）
- 流山児★事務所「わたし、と戦争」（2018年、作・演出：瀬戸山美咲） - ユリ 役
- serial number「アトムが来た日」（2018年、作・演出：詩森ろば） - タカシオ 役
- TABACCHI「なるべく派手な服を着る」（2019年)
- まじんプロジェクト「リアの3人娘」（2019年)
- 劇団銅鑼「蝙蝠傘と南瓜」（2020年、作・演出：詩森ろば） - 島隆 役
- 福岡・九州リージョナルシアター2021「世界は右側でデキている」（2021年)
- アレン座「土の壁」（2022年)
- アレン座「アジール街に集う子たち」（2022年)
- 温泉ドラゴン「悼、灯、斉藤」（2023年)
- 「大正浪漫探偵譚-エデンの歌姫-」（2023年)
- ala Collection「フートボールの時間」（2023年、演出：瀬戸山美咲) - 宇田先生 役
- serial number「アンネの日」（2024年) - 津和苑子 役
- 三越劇場 怪事件推理「ステンドグラスと二つの贖罪」（2024年）[14]
- 劇団アレン座「1925→2025」（2025年）[15]
- serial number presents dialogue+1「The Breath of Life」（2025年公演予定）[16]

### CM
- UVホワイト（2001年、資生堂）
- ピップエレキバン内服液（2001年、ピップ）
- アサヒ本生（2001年、アサヒビール）
- ファーストドリップ（2001年、ポッカコーポレーション）
- 新生きるチカラSKY「子はカスガイ」篇（2003年、日本生命）
- 九州電力（2003年）
- SHOP99（2005年）
- 日本マクドナルド（2005年）
- キリン のどごし〈生〉「とうもろこし」篇（2005年、麒麟麦酒）
- BSA（2005年）
- JEANNE D'ARC ウェブCM（2006年、ソニー・コンピュータエンタテインメント）
- しずぎんjoyca（2007年、静岡銀行）
- ルック ヌメリ＆カビ速攻バスター（2007年、ライオン）
- 生パック・ジャン「草食動物たちの夕べ」篇（2007年、モランボン）
- 「野球チームをつくろう」篇（2007年、ミズノ）
- 「花嫁と友人 式後3週間」篇（2009年、マリエール）
- ナロンエース「闘うビジネスマン」篇（2009年、大正製薬） - 受付嬢 役
- ウイルスバスターNEWS（2010年、トレンドマイクロ） - アナウンサー 役
- 「きてみて発見！実感トヨタ！」篇 ほか多数（2011年、トヨタ自動車） - お母さん 役
- PlayStation 3「晴れ晴れ夫婦」篇（2011年、ソニー・コンピュータエンタテインメント）
- 「いろいろ」篇（2011年、J:COM）
- トップバリュ「チリ産サーモントラウト」篇（2013年、AEON）
- チャルメラ（2013年、明星食品）
- 東京海上日動あんしん生命保険（2015年）
- 国産豚肉 麦小町（2017年、日本ハム） - ナレーター
- キヤノンマーケティングジャパン(2018年・2019年)

### プロモーションビデオ
- ザ・マスミサイル「教科書」（2005年）
- My Little Lover「あふれる」（2007年）
- JAPAN-狂撃-SPECIAL「カミカゼロード」（2008年）
- いきものがかり「ありがとう」（2010年）
- Ms.OOJA「You are Beautiful」（2016年）

## 受賞歴
- 第48回紀伊國屋演劇賞個人賞[17]